# Мокенов, Абдразак Мокенович
Абдразак Мокенович Мокенов (1936, с. Тюп — 7 февраля 2023) — советский и киргизский архитектор и государственный деятель, член Союза архитекторов СССР (1963), почётный гражданин Бишкека. Продолжительное время занимал ответственные должности в руководящих архитектурных органах, ответственных за градостроительную политику в Киргизской ССР.

## Биография
Родился в 1936 году в селе Тюп, Иссык-Кульский округ, Киргизская ССР.
В 1962 году окончил факультет градостроительства Московского архитектурного института. Член КПСС с 1965 года.
С 1962 по 1967 год работал на различных должностях в институте ГПИ «Киргизгипрострой». С 1967 года был заведующим отделом по делам строительства и архитектуры Ошского облисполкома. В 1976 году назначен первым заместителем председателя Госстроя Киргизской ССР. С 1980 по 1985 год занимал должность председателя Фрунзенского городского Совета народных депутатов. Позже был ответственным работником в аппарате Совета Министров Киргизской ССР.
Мокенов принимал непосредственное участие в реализации масштабных строительных программ по реновации центра Фрунзе, приуроченных к подготовке к празднованию 60-летия республики и Коммунистической партии Киргизии.
На XVII съезде КП Киргизии был избран членом ЦК КП Киргизии, также избирался депутатом Верховного Совета Киргизской ССР X созыва и Ошского областного Совета народных депутатов XIII—XV созывов.
Награждён орденом Дружбы народов (1984), юбилейной медалью «За доблестный труд. В ознаменование 100-летия со дня рождения В. И. Ленина» (1970), Почётной грамотой Верховного Совета Киргизской ССР (1974), юбилейной медалью «В память 1500-летия Киева» (1982).
Скончался 7 февраля 2023 года. Похоронен на Ала-Арчинском кладбище.